# Bosque de bolsillo

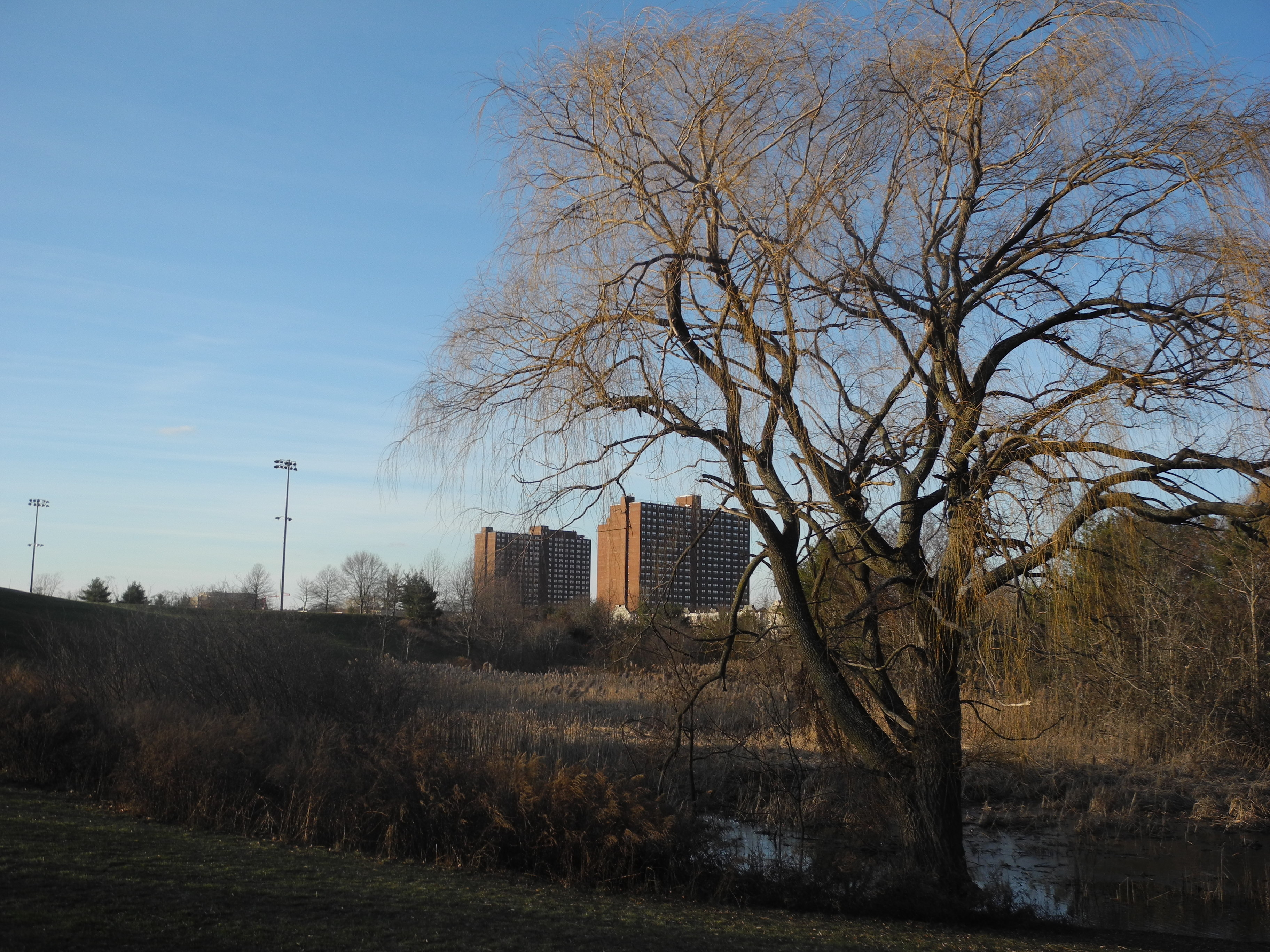
Bosque de bolsillo plantado en el parque Danehy en Cambridge, Massachusetts

Un bosque de bolsillo se crea plantando árboles y arbustos nativos en estrecha proximidad como un medio para restaurar rápidamente especies de plantas nativas en ecosistemas dañados. Mientras que los bosques crecen naturalmente a través de una etapa primaria y luego una etapa secundaria antes de alcanzar su etapa clímax, los bosques de bolsillo se crean mediante una plantación densa de especies en etapa clímax que crecen rápidamente en competencia por la luz solar.
Se han adoptado los bosques de bolsillo como un medio para reforestar espacios urbanos y enseñar a los residentes sobre los entornos forestales nativos. El creciente interés en los bosques de bolsillo se inspiró en gran parte en el trabajo del botánico japonés Akira Miyawaki, cuyos bosques Miyawaki han influido en el desarrollo de una variedad de metodologías de bosques de bolsillo adaptadas a diferentes climas y limitaciones espaciales.

## Métodos

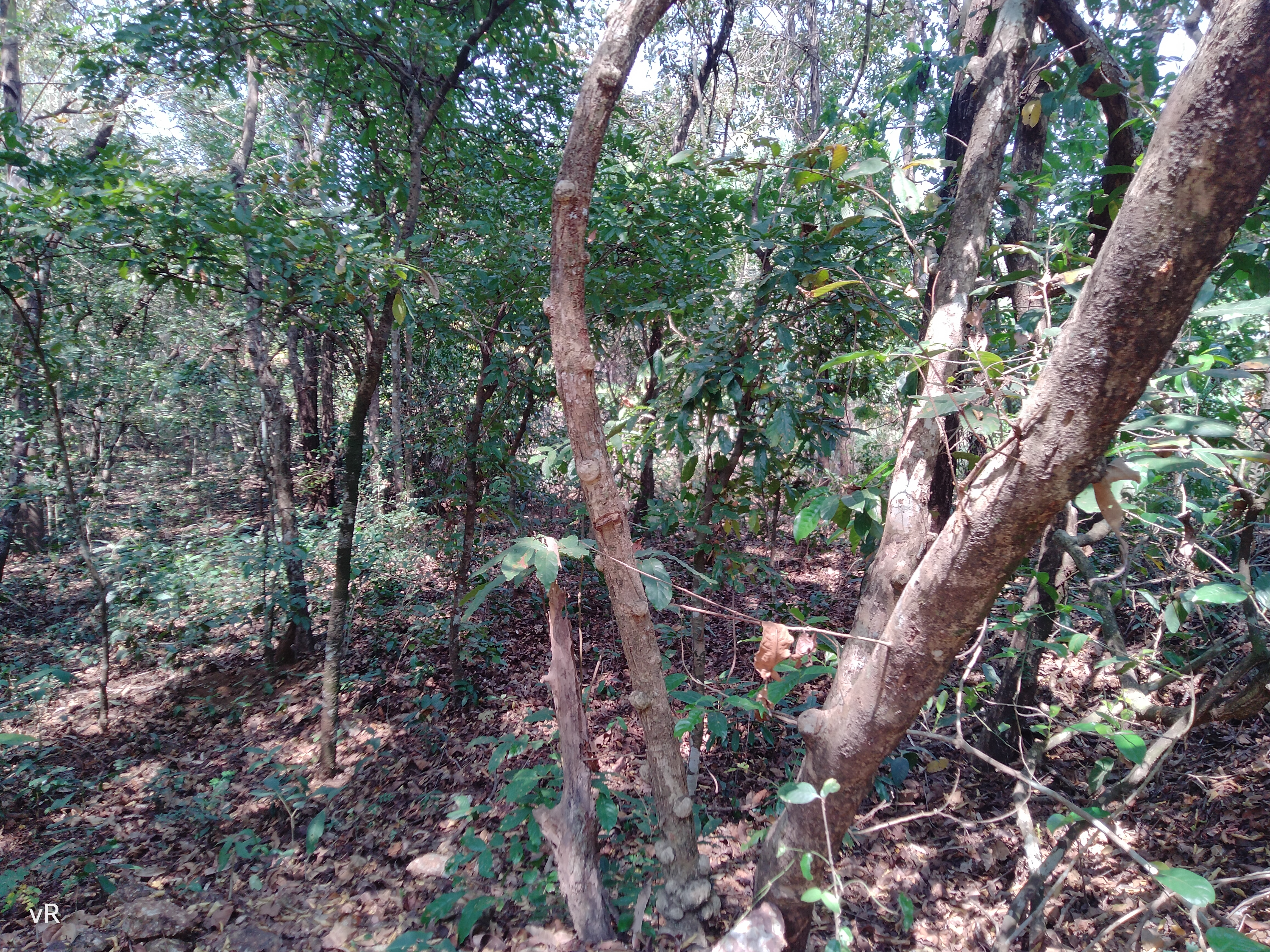
Un bosque de bolsillo en Parappa, Kerala, India

Se han desarrollado diversos protocolos para la preparación del sitio y la plantación de las especies, todos ellos compartiendo los mismos principios subyacentes que el método Miyawaki. La siguiente es una metodología de ejemplo:

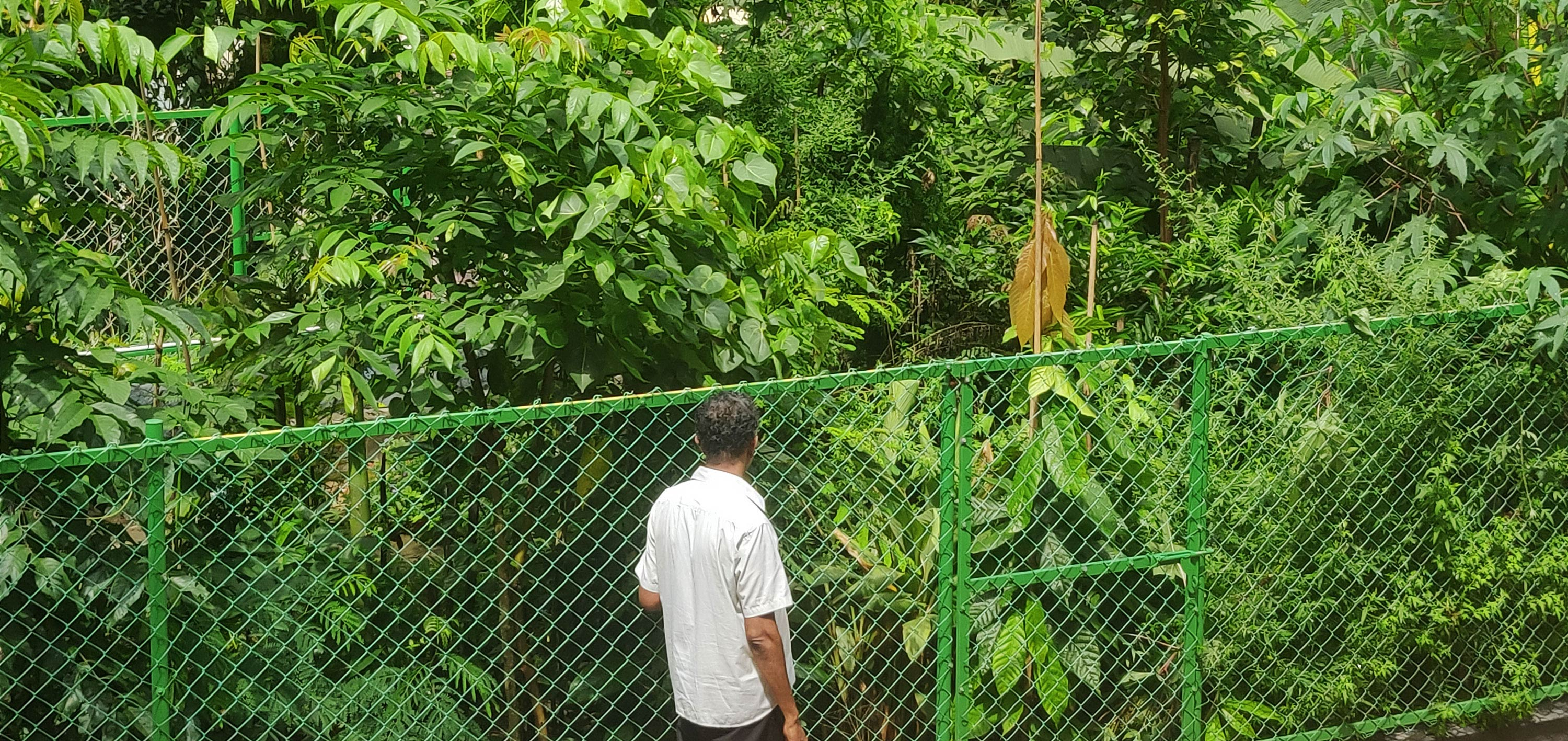
Bosque de bolsillo nueve meses después de haber sido plantado

El área a plantar se cubre primero con una capa de cartón que luego se cubre con 7 a 15 cm de compost que se deja aclimatar a las condiciones locales de humedad durante varios meses. Luego, en el área cubierta se plantan plantones de arbolitos de un año de antigüedad, espaciados a unos 60 cm de distancia entre sí. Toda la superficie debe ser plantada al mismo tiempo con una variedad de especies nativas, de manera que no haya árboles jóvenes de la misma especie adyacentes. No es necesario regar las plantas nativas aclimatadas al entorno local; aunque regar durante los primeros años después de la plantación y durante los períodos de sequía reducirá la mortalidad de plantas individuales. Los bosques de bolsillo plantados con mayor densidad que los bosques destinados a explotación forestal utilizan iluminación de borde además de iluminación superior para crecer más rápido y absorber más dióxido de carbono por superficie.

Tres es el número mínimo de especies diferentes de plantones de vivero para plantar un bosque de bolsillo. La siguiente disposición de las especies A, B y C ilustra cómo evitar plantar las mismas especies en posiciones adyacentes:
```
 A  B  C  A
B  C  A  B  C
 A  B  C  A
```

## Ejemplos
- Pocket Forests CLG ayuda a la creación de bosques de bolsillo de 6–50 metros dentro de las zonas urbanas de Irlanda.[4]
- A 2023, la nación oregoniana de los yakama había plantado siete bosques de bolsillo de 47 especies sumando un total de 2100 m² en sus centros penitenciarios y de rehabilitación.[5]
- Se ha plantado un bosque Miyawaki sobre un vertedero en Cambridge, Massachusetts, como parte del parque Danehy.[6]
- Se han plantado varios bosques Miyawaki en Berkeley, California.[1]
- Un bosque de bolsillo de 770 m² con veinte especies distintas se plantó en Bruselas.[7]
- La ciudad de Ayer, Massachusetts, organizó a voluntarios de la comunidad para plantar un bosque de bolsillo.[8]
- En 2024, el Gobierno Regional Metropolitano de Santiago anunció la licitación de 33 bosques de bolsillo como parte de su programa de arbolado urbano, considerando una inversión es de $1.998 millones de pesos chilenos, como una medida de adaptar la ciudad de Santiago a la crisis climática y reducir las islas de calor.[9]

## Problemas potenciales

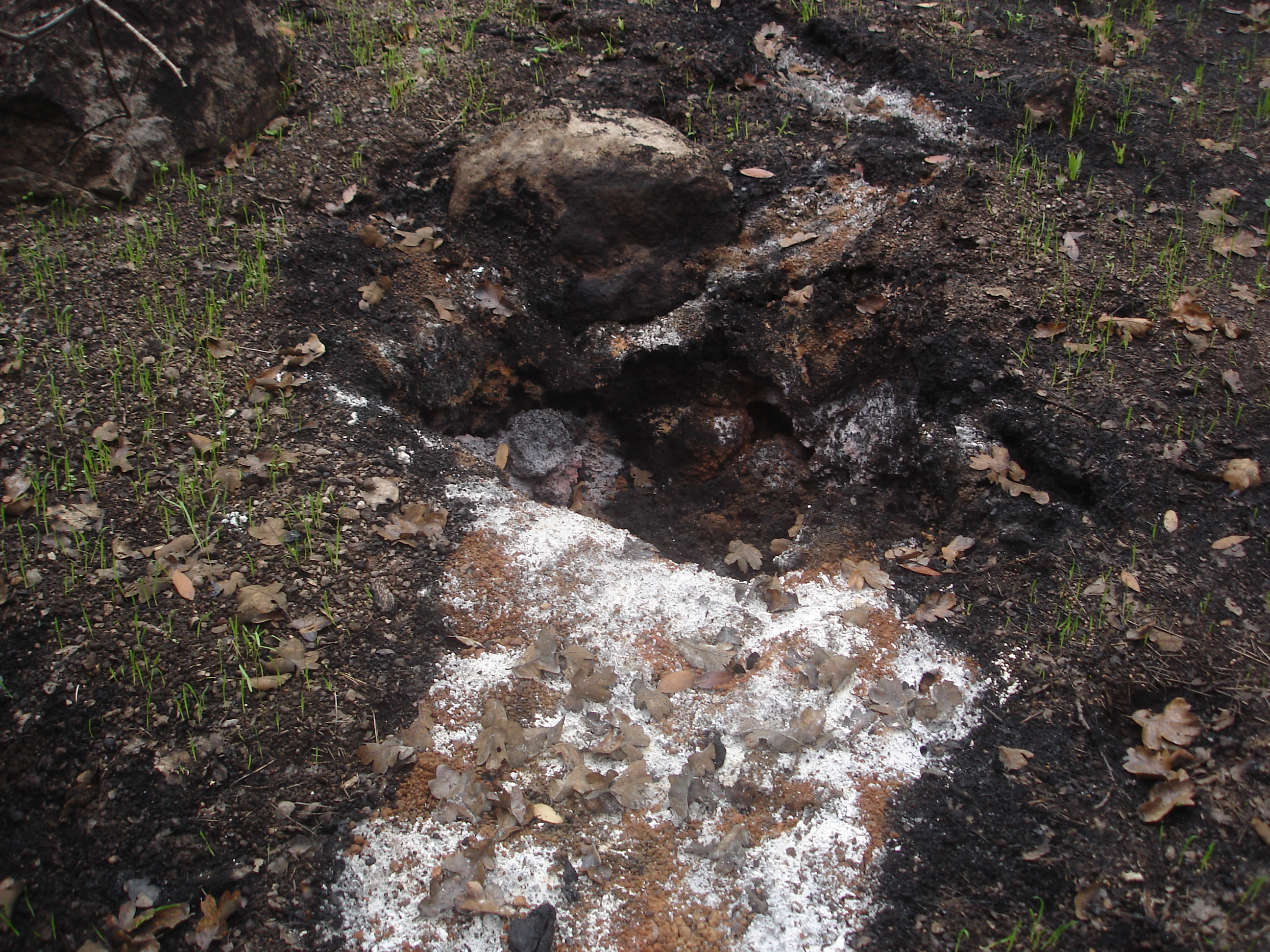
Comparación del ecosistema de fuego del suelo esterilizado por calor bajo las cenizas blancas de las brasas de madera ardiendo, mientras que las estructuras de plantas subterráneas, como los rizomas de hierba, han sobrevivido y brotado debajo de la concentración de combustible más ligera de la hojarasca quemada adyacente.

Miyawaki desarrolló el método como un medio para reponer los suelos forestales permitiendo que las hojas y ramitas muertas se descompongan en un ecosistema húmedo donde la madera se pudre. Este proceso puede tener menos éxito en ecosistemas de fuegos más secos donde los nutrientes se reciclan como cenizas. El denso bosque de bolsillo forma un mecanismo de captura para las brasas arrastradas por el viento, la hojarasca seca del suelo es una fuente de ignición y el bosque de bolsillo de múltiples capas forma una escalera de combustible con riesgos de incendios forestales en áreas urbanas.